# Anolis brasiliensis
Anolis brasiliensis, popularmente conhecido como calango-bandeira ou papa-vento, é uma espécie de lagarto da família dos dactiloídeos (Dactyloidae) endêmica do Brasil.

## Etimologia
Calango deriva da quimbundo kalanga com sentido de "lagarto".

## Distribuição e habitat
Anolis brasiliensis é endêmica do Brasil e ocorre nos estados de Goiás, Pará, Tocantins, Maranhão, Pernambuco, Ceará, Minas Gerais, São Paulo e Mato Grosso, bem como no Distrito Federal, nos ambientes florestados dos biomas cerrado e caatinga e enclaves savânicos no bioma Amazônia. Estima-se que ocorra numa área de 2 496 527 quilômetros quadrados.  Talvez ocorra na Bolívia. Sua localidade tipo é a Barra dos Tapirapés, em Mato Grosso. Vive em vegetações aberta sobre troncos de árvores ou serapilheira em mata de igapó não inundável. A maioria dos indivíduos é encontrada na sombra ou sob o sol filtrado em dias nublados e ensolarados, sendo que a temperatura corporal média de 30,6 °C e não varia entre microhabitats. 

## Ecologia
Anolis brasiliensis é uma espécie diurna. Há registro de infecção pelo nematoides Rhabdias sp. e Subulura lacertilia. Mesmo sendo ovíparos, a dieta dos lagartos é dominada por aranhas, grilos/gafanhotos, formigas e besouros. Embora os lagartos que comiam presas grandes comessem menos presas, não existe correlação entre o tamanho ou o número de presas e o tamanho do corpo do lagarto.

## Descrição
Anolis brasiliensis pode atingir tamanho máximo de 69 milímetros. Apresenta tíbias curtas e corpo alongado. Possui fila dupla de escamas vertebrais aumentadas da nuca até a base da cauda. Há fileiras de escamas dorsais com quilhas fracas, que aumentam em número em direção à cauda, passando gradualmente entre fileira dupla de escamas alargadas e grânulos nos flancos. As escamas dos braços são maiores do que as escamas vertebrais e as escamas do focinho variam moderadamente de quilhadas a lisas e apresentam tamanho heterogêneo, sem distinção entre as escamas anteriores e posteriores. Há semicírculos supraorbitais com escamas largas e geralmente lisas. A região supraocular possui escamas grandes e quilhadas, circundadas por escamas pequenas. A região interparietal é maior que as escamas adjacentes. Sua lamela tem colocação azul ou azul-acinzentada.

## Estado de conservação
A espécie foi avaliada na Lista Vermelha da União Internacional para a Conservação da Natureza (UICN / IUCN) como menos preocupante, haja vista ocorrer numa ampla área e não ter ameaças evidentes à sua sobrevivência, apesar de ocorrer numa área na qual houve perda de vegetação nativa em decorrência da conversão das área naturais em agricultura de larga escala. Acredita-se que seja particularmente vulnerável à extinção caso seu habitat seja alterado. Em 2007, Anolis brasiliensis foi classificada como vulnerável na Lista de espécies de flora e fauna ameaçadas de extinção do Estado do Pará; em 2014, como em perigo no Livro Vermelho da Fauna Ameaçada de Extinção no Estado de São Paulo; e em 2018, sob o nome de Norops brasiliensis, como pouco preocupante na Lista Vermelha do Livro Vermelho da Fauna Brasileira Ameaçada de Extinção do Instituto Chico Mendes de Conservação da Biodiversidade (ICMBio). 